# Horehronské podolí
Horehronské podolí je geomorfologický celek v centrální části Slovenska, součást Fatransko-tatranské oblasti. Na severu sousedí s Nízkými Tatrami, na východě se Spišsko-gemerským krasem, na jihu s Veporskými vrchami a na západě se Zvolenskou kotlinou. Skládá se ze čtyř podcelků: Heľpianske podolie, Bystrianské podhoří, Brezenská kotlina a Lopejská kotlina.

## Poloha
Horehronské podolí zabírá horní tok řeky Hron (kromě prameniště), nejvíc se rozšiřuje v oblasti soutoku Hronu s Rohoznou a Bystriankou v Breznianské kotlině. Začíná u obce Telgárt a končí za obcí Medzibrod. Nejvyšší bodem území je vrch Skalka (1098 m n. m.) u Pohorelé a nejnižším bodem je koryto řeky Hron u Medzibrodě (405 m n. m.).

## Geologické poměry
Větší východní část podolí je tvořena pararulami, svorem a migmatitizovanými rulami s polohami amfibolitů z období před starším paleozoikem. Centrální část Breznianské kotliny formují pískovce, siltovce a jílovce z vrchního eocénu a oligocénu. Menší západní část podolí tvoří hlavně vápence a dolomity, místy břidlice a pískovce středního a vrchního triasu.

## Přírodní poměry
Území je velké části odlesněné, souvislejší porosty buku lesního se zachovaly severně od města Brezno. Místy se zachovaly zbytky podhorských lužních lesů na březích Hrona a Rohozné. V oblasti mezi městem Brezno a obcí Bystrá se nachází krasová oblast s několika jeskyněmi (Bystrianská, Pustolníkova) a skalními útvary. Z dalších pozoruhodností zaujme jeskyně Dudlavá skála (nejvýše položené naleziště zkamenělin měkkýšů z pozdních čtvrtohor), meandry Hronu mezi obcemi Telgárt a Červená Skala, vřesoviště u Pohořelé (společenství rašelinišť), Predajnianska slatina, Bacúšska jelšina, Rohoznianska jelšina (pozůstatky lužních lesů). Na styku Horohranského podolí s okolními pohořími vyvěrají minerální prameny (Brusno, Pohronský Bukovec, Bacúch, Pohorelá, Pohranská Polhora).

## Obce
V podolí leží 26 obcí a město Brezno. Tři obce patří do okresu Banská Bystrica, ostatní do okresu Brezno. Jedná se o tyto obce:
- Brusno
- Medzibrod
- Pohronský Bukovec
- Bacúch
- Beňuš
- Braväcovo
- Bystrá
- Dolná Lehota
- Heľpa
- Horná Lehota
- Hronec
- Jasenie
- Michalová
- Mýto pod Ďumbierom
- Nemecká
- Podbrezová
- Pohorelá
- Pohronská Polhora
- Polomka
- Predajná
- Ráztoka
- Šumiac
- Telgárt
- Valaská
- Vaľkovňa
- Závadka nad Hronom